# William Webb (boxe anglaise)
Pour les articles homonymes, voir William Webb.
William Webb est un boxeur anglais, né le 19 novembre 1882 et mort en 1949.

## Carrière
Il remporte aux Jeux olympiques d'été de 1908 à Londres la médaille de bronze dans la catégorie poids coqs. Après une victoire aux points face à Henry Perry, Webb perd en demi-finale également aux points contre John Condon.

## Palmarès

### Jeux olympiques
- Jeux olympiques d'été de 1908 à Londres[2] (poids coqs)

## Référence
1. ↑  Olympedia
2. ↑  (en) Résultats des Jeux olympiques 1908 (amateur-boxing.strefa.pl)